# Hlipiceni
Hlipiceni é uma comuna romena localizada no distrito de Botoşani, na região de Moldávia . A comuna possui uma área de 71.73 km² e sua população era de 3828 habitantes segundo o censo de 2007.